# Chodkiewiczowie herbu własnego

Chodkiewicz (herb szlachecki)

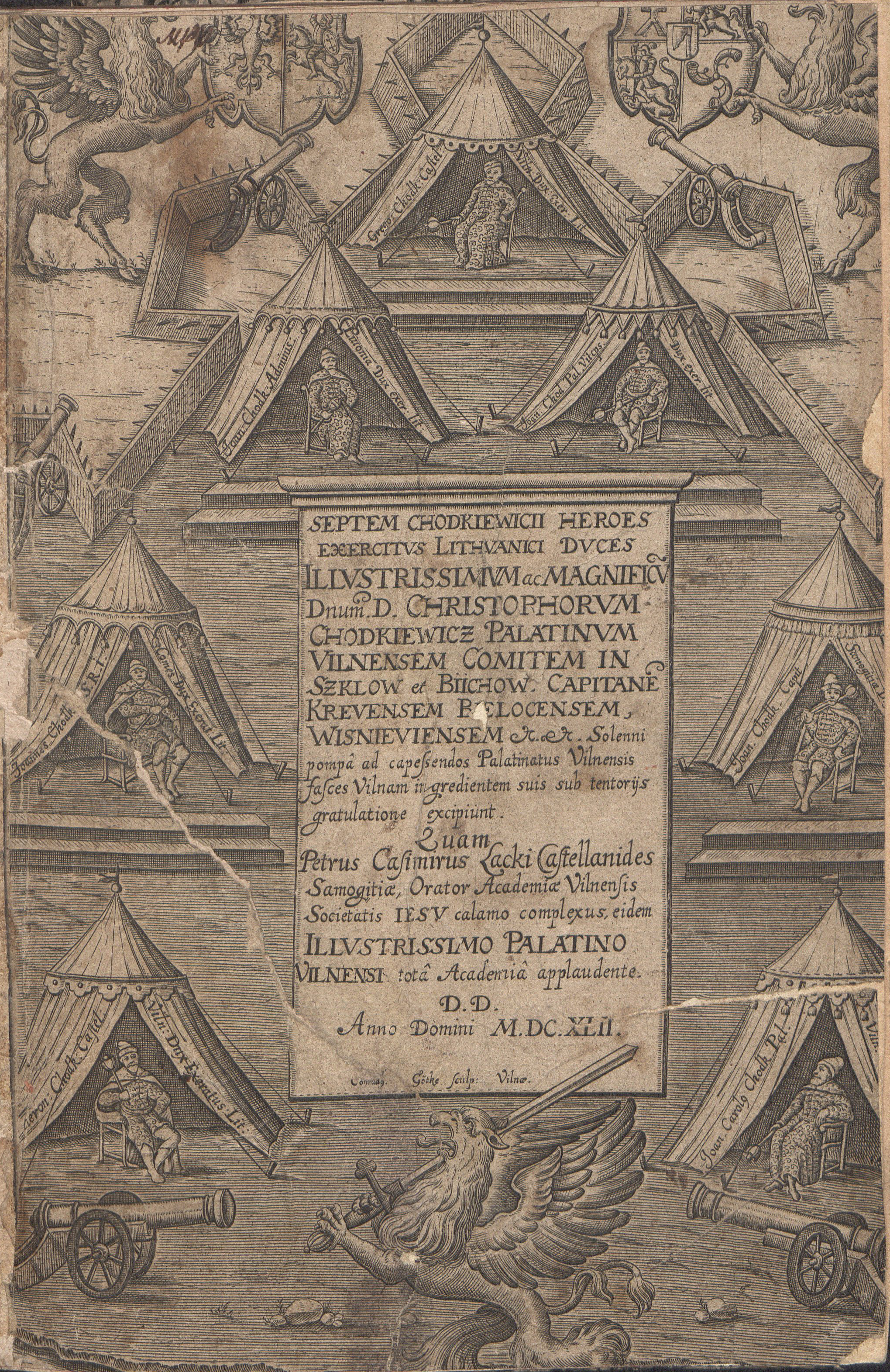
Genealogia rodu z 1642 roku

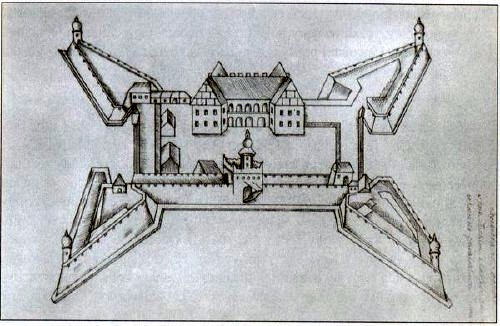
Zamek Chodkiewiczów w Lachowiczach (od 1572 r.)

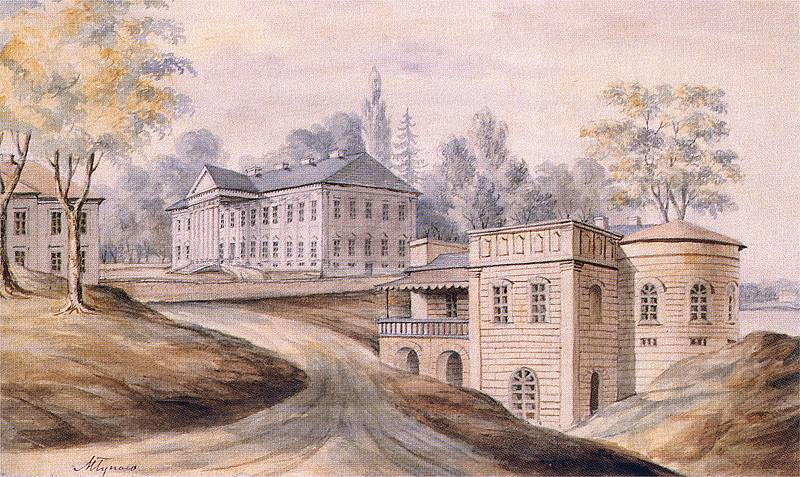
Pałac w Młynowie – główna siedziba w XVIII w.

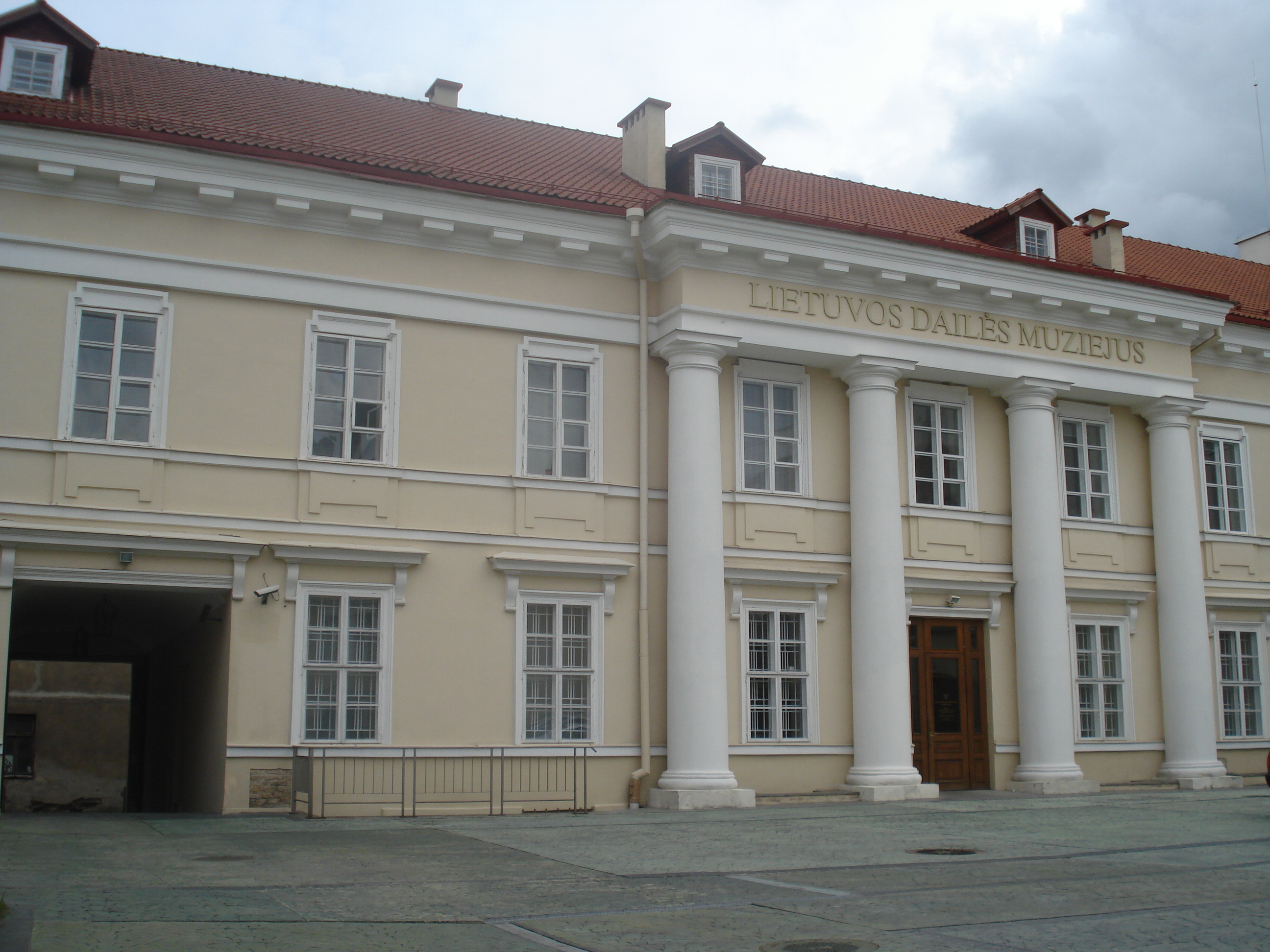
Pałac Chodkiewiczów w Wilnie

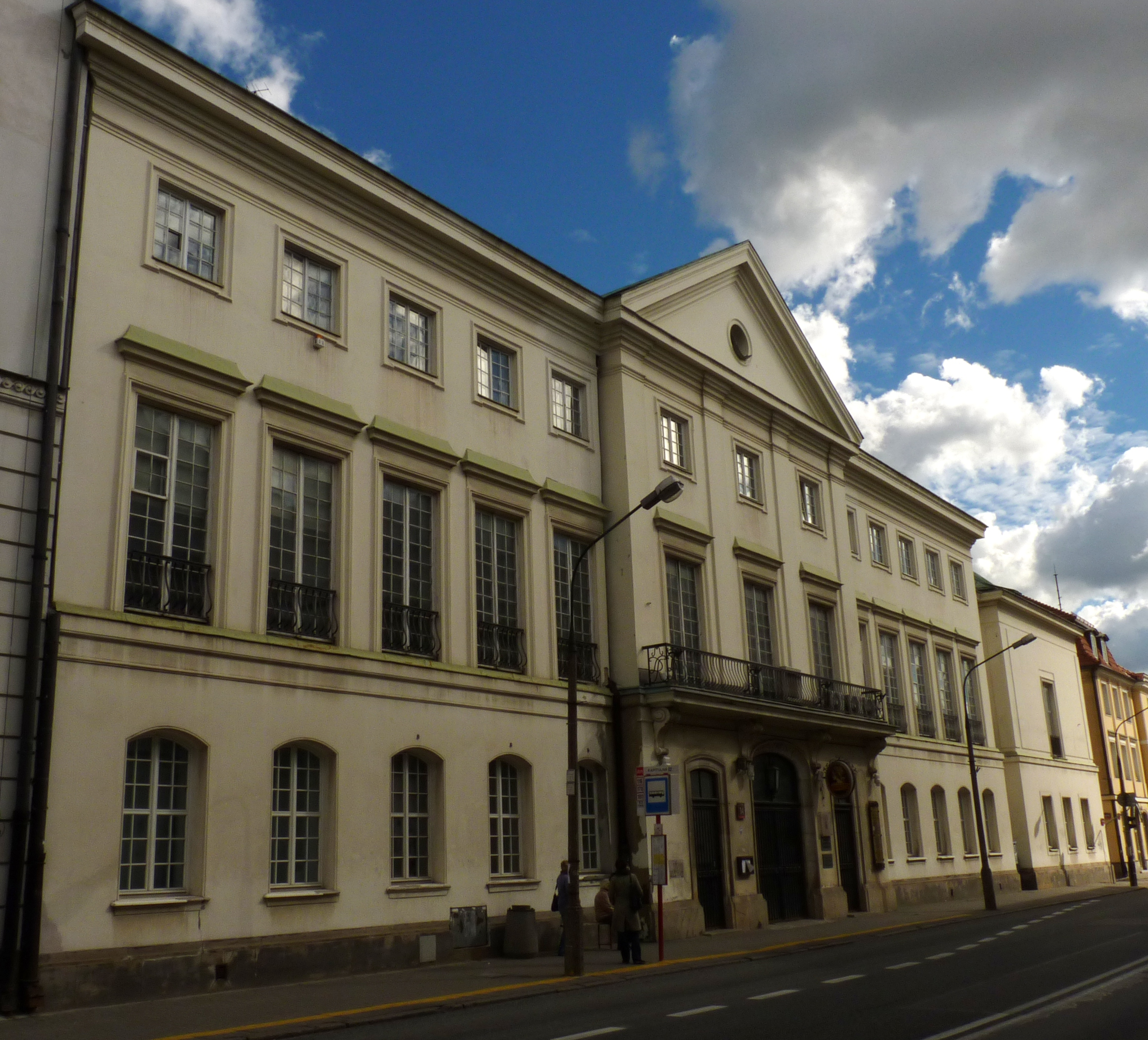
Pałac Chodkiewczów w Warszawie (w latach 1790-1824)

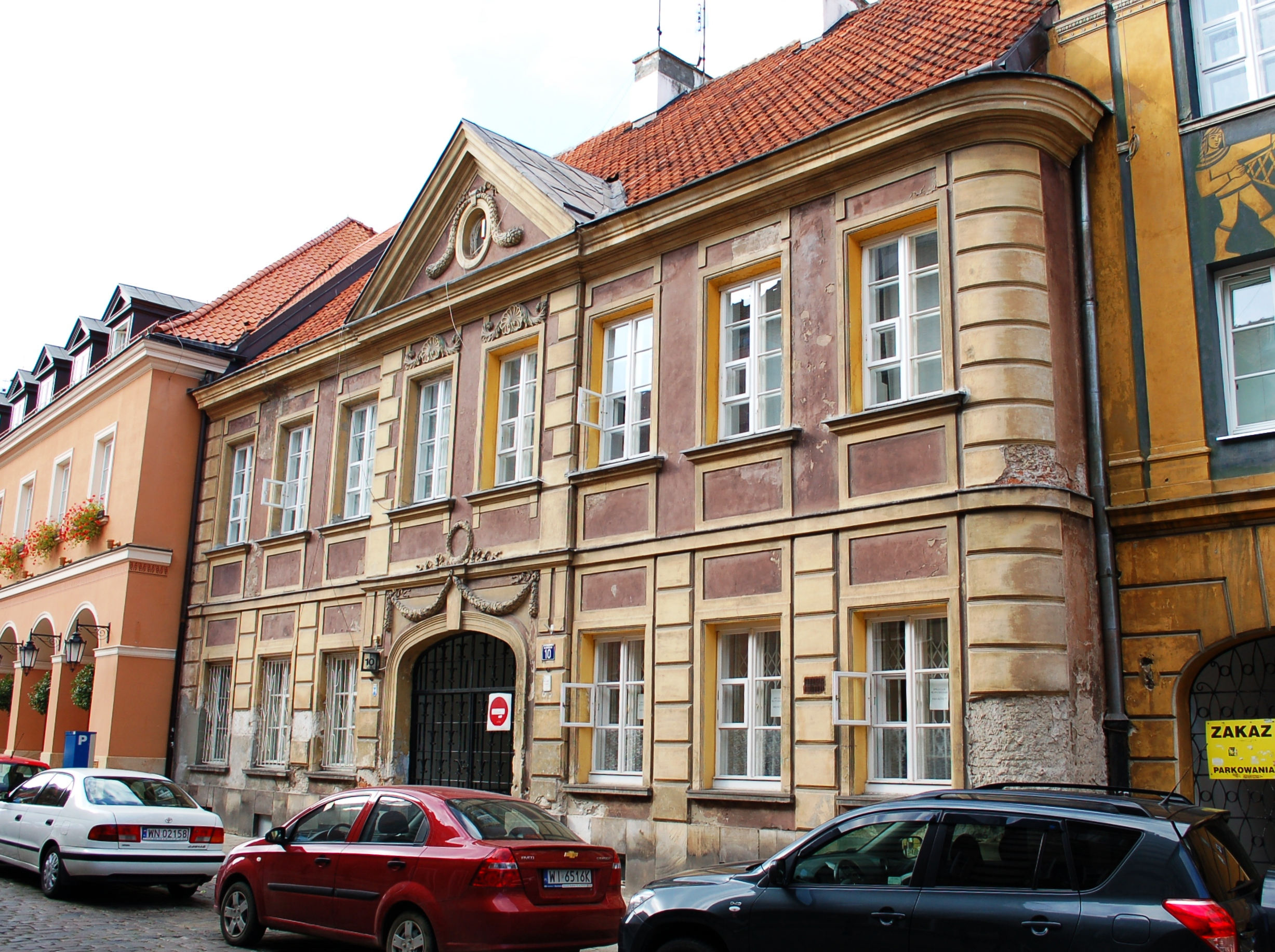
Pałac Chodkiewczów na Nowym Mieście w Warszawie

Chodkiewiczowie – polsko-litewski ród magnacki, jedna z najstarszych i najważniejszych rodzin magnackich w Rzeczypospolitej Obojga Narodów. Chodkiewiczowie zapisali się w historii nie tylko dzięki pełnieniu wysokich urzędów senatorskich czy dzierżeniu buław wojskowych, ale przede wszystkim za sprawą dokonań hetmana Jana Karola, którego kampanie wojenne przyniosły rozgłos orężowi polskiemu w całej Europie.

## Historia
Geneza tego rodu pozostaje niejednoznaczna i stanowi przedmiot sporu historyków. Według relacji XVII-wiecznego dziejopisa Wojciecha Kojałowicza, protoplastą Chodkiewiczów miał być rycerz Borejko, znany z nieprzeciętnej siły i szybkości, zwany z tego powodu Chodką. Inne stanowisko reprezentował Adam Boniecki, genealog XIX wieku, który uznał tę wersję za mało wiarygodną i wskazywał na postać Chodki (Chodora), nazywanego również Fedorem, jako prawdopodobnego przodka rodu. Ze względu na istnienie wielu osób noszących to imię, identyfikacja konkretnego antenata jest jednak trudna. Boniecki przypuszczał, że był nim Chodko Juriewicz, ruskiego pochodzenia bojar z Kijowszczyzny, wspomniany w dokumentach z lat 1431, 1432–36 oraz 1440–47 jako świadek w sprawach majątkowych. Pogląd Bonieckiego na temat pochodzenia Chodkiewiczów, zgodnie z którym ród wywodzi się od Chodki Juriewicza, pozostaje niekwestionowany w polskiej historiografii. Tezę tę poparł również heraldyk Zygmunt Luba-Radzimiński.
Chodko Juriewicz miał czterech synów: Daszkę, Aleksandra, Packę (znanego również jako Paweł, pełniącego funkcję namiestnika hospodarskiego w Kamieńcu Podolskim) oraz Iwana. Spośród nich tylko Iwan doczekał się potomstwa – Daszko stracił dwóch synów w dzieciństwie, a pozostali bracia nie mieli dziedziców. To właśnie Iwan stał się kontynuatorem rodu i odegrał istotną rolę w historii. Nazwisko Chodkiewicz ewoluowało w ciągu wieków. Początkowo występowały formy takie jak Chwedkowicz, Chodkowicz czy Chwodkowicz, co wynikało z różnych wersji imienia Chodko (czyli Teodora). Dopiero w XVII wieku utrwaliła się forma „Chodkiewicz”.
Iwan Chodkiewicz dowodził posiłkami litewskimi w czasie wyprawy węgierskiej 1464 roku. Po raz pierwszy pojawił się w źródłach historycznych w 1466 roku, pod koniec wojny trzynastoletniej z Zakonem Krzyżackim. Dowodził wówczas litewsko-tatarskim oddziałem wspierającym oblężenie Chojnic, ostatniego miasta Pomorza kontrolowanego przez Krzyżaków. Za zdobycie Chojnic król Kazimierz IV Jagiellończyk mianował Iwana Chodkiewicza marszałkiem dworu litewskiego, co oznaczało awans do grona członków Rady Wielkoksiążęcej – jednego z najważniejszych organów władzy na Litwie pod koniec XIV wieku. W latach 1470–1479 pełnił obowiązki marszałka dworskiego, obejmując to stanowisko 23 października 1470 roku i sprawując je do 13 maja 1479 roku. 
Od końca XV stulecia przedstawiciele tego rodu sprawowali wysokie urzędy i najwyższe godności senatorskie w Rzeczypospolitej. Wzrost znaczenia zawdzięczali nadaniom królewskim oraz koligacjom rodzinnym z najważniejszymi rodzinami w państwie (między innymi ze Zborowskimi). Domeny rodowe, zakupy, nadania i koligacje przyniosły Chodkiewiczom posiadłości w Wielkim Księstwie Litewskim, a następnie ziemiach ruskich Korony Królestwa Polskiego. Największe wpływy przedstawiciele rodu uzyskali w XVI i na początku XVIII w. W 1555 r. Chodkiewiczowie uzyskali tytuł hrabiowski Cesarstwa rzymskiego, który został im zatwierdzony w 1568 roku przez króla Zygmunta Augusta. Wówczas to doszło do zamiany herbu z Kościeszy na Gryfa z odmianą.
Funkcję hetmanów Wielkiego Księstwa Litewskiego pełnili Grzegorz Chodkiewicz (zm. 1572), Jan, syn Hieronima Chodkiewicza (ok. 1537–1579) i Jan Karol Chodkiewicz (1561–1621). W 2 połowie XVI wieku Chodkiewiczowie rywalizowali o wpływy z rodem Radziwiłłów, między innymi na tle objęcia stanowisk hetmańskich i próbach przejęcia ziem dawnego księstwa słuckiego po wymarłych Olelkowiczach.
W połowie XVI w. doszło do podziału rodu Chodkiewiczów na trzy linie: brzostowicką, bychowską i supraską. Pierwsza gałąź Chodkiewiczów wygasła w 1578 r., druga wygasła w 1626 r., a jedyną żyjącą pozostała linia supraska. Potomkowie supraskiej linii Chodkiewiczów, w połowie XVIII w. przenieśli swoją rodową rezydencję do Młynowa, leżącego w odziedziczonych dobrach sapieżyńskich na Wołyniu .

## Herb
Pierwotnie Chodkiewiczowie pieczętowali się herbem Kościesza. Prawdopodobnie po nadaniu tytułu hrabiowskiego w XVI wieku nastąpiło dodanie Gryfa (Gryf z Mieczem).

## Znani przedstawiciele
- Anna Alojza Chodkiewicz (1600-1654) – hetmanowa wielka litewska, żona Jana Karola
- Aleksander Chodkiewicz (1457-1549) – wojewoda nowogródzki
- Aleksander Chodkiewicz (zm. 1626) – wojewoda trocki
- Aleksander Krzysztof Chodkiewicz (zm. 1676) – biskup wendeński, kanonik wileński
- Aleksander Chodkiewicz (1776-1838) – generał, literat, chemik
- Grzegorz Chodkiewicz (ok. 1513-1572) – hetman wielki litewski, hetman polny litewski, wojewoda kijowski i witebski
- Hieronim Chodkiewicz (1500–1561) – starosta generalny żmudzki, działacz państwowy, dziadek Jana Karola
- Iwan Chodkiewicz (zm. ok. 1484) – wojewoda kijowski, protoplasta rodu Chodkiewiczów
- Jan Hieronimowicz Chodkiewicz (ok. 1537-1579) – marszałek wielki litewski, starosta generalny żmudzki
- Jan Karol Chodkiewicz (1560-1621) – hetman wielki litewski, wojewoda wileński, starosta generalny żmudzki, wojskowy
- Jan Mikołaj Chodkiewicz (1738-1781) – starosta generalny żmudzki
- Jerzy Juriewicz Chodkiewicz (zm. 1595)– starosta generalny żmudzki
- Jerzy Aleksandrowicz Chodkiewicz (1524-1569)
- Jerzy Karol Chodkiewicz (1646-1691) – oboźny wielki litewski
- Krzysztof Chodkiewicz (zm. 1652) – wojewoda wileński
- Tyszka Chodkiewicz Koroniewski – szlachcic uważany za protoplastę rodu Chodkiewiczów